# Pont-Noyelles
Pont-Noyelles är en kommun i departementet Somme i regionen Hauts-de-France i norra Frankrike. Kommunen ligger i kantonen Villers-Bocage som tillhör arrondissementet Amiens. År 2022 hade Pont-Noyelles 815 invånare.

## Befolkningsutveckling
Antalet invånare i kommunen Pont-Noyelles
| Referens: INSEE |